# Limnephilidae
Famille
Les Limnephilidae sont une famille d'insectes de l'ordre des Trichoptères.

## Systématique
La famille des Limnephilidae a été décrite par l'entomologiste tchèque Friedrich Anton Kolenati en 1848.

### Taxinomie
Cette famille se décompose en 4 sous-familles :
- Dicosmoecinae
- Drusinae
- Limnephilinae
- Pseudostenophylacinae

En Europe, la famille des Limnéphilidés comporte seize genres, dont :
- Limnephilus, avec notamment :
  - Limnephilus lunatus
  - Limnephilus rombicus
- Anabolia, avec notamment :
  - Anabolia nervosa
- Chaetopteryx, avec :
  - Chaetopteryx villosa
- Ecclisopteryx, avec :
  - Ecclisopteryx guttulata
- Halesus, avec :
  - Halesus radiatus
- Drusus, avec :
  - Drusus annulatus
- Mesophylax, avec :
  - Mesophylax aspersus
- Rhadicoleptus, avec :
  - Rhadicoleptus alpestris
- Stenophylax, avec :
  - Stenophylax latiplunis